# Козловка (Нікольський район)
Козло́вка (рос. Козловка) — присілок у складі Нікольського району Вологодської області, Росія. Входить до складу Краснополянського сільського поселення.

## Населення
Населення — 98 осіб (2010; 116 у 2002).
Національний склад (станом на 2002 рік):
- росіяни — 100 %